# Hexágono de Saturno

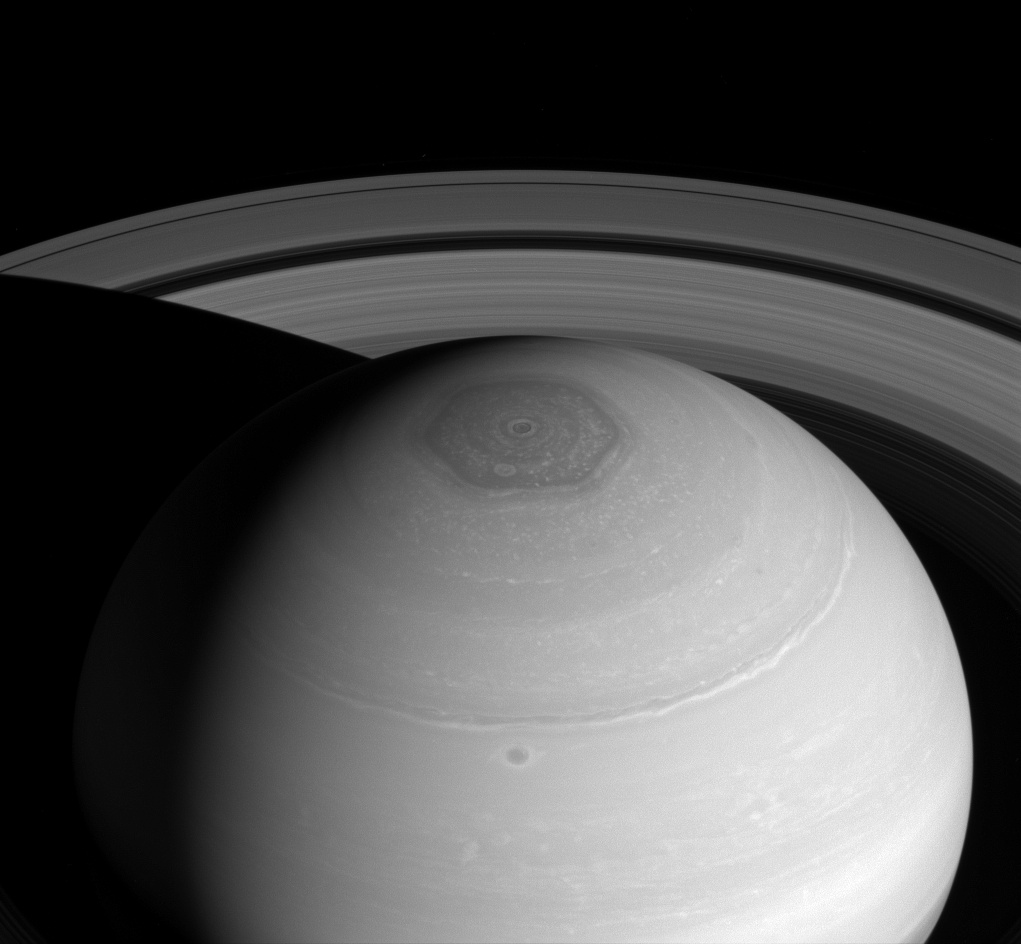
Saturno - Vórtice hexagonal polar norte, assim como anéis (2 de abril de 2014).

O hexágono de Saturno é um padrão de nuvens persistente em formato hexagonal em torno do polo norte de Saturno, localizado perto da latitude de 78°N. Os lados do hexágono têm cerca de 13 800 km (8 600 mi) de comprimento, o que é maior que o diâmetro da Terra (cerca 12 700 km (7 900 mi)). Ele gira com um período de 10h 39m 24s, o mesmo período das emissões de rádio de Saturno a partir de seu interior. O hexágono não se desloca em longitude como outras nuvens na atmosfera visível. Um segundo vórtice de seis lados apareceu centenas de quilômetros acima deste.
O hexágono de Saturno foi descoberto durante a missão Voyager em 1981 e foi posteriormente revisto por Cassini-Huygens em 2006. Durante a missão Cassini, a cor do hexágono mudou de uma cor predominantemente azul para uma cor dourada. O polo sul de Saturno não tem um hexágono, de acordo com as observações do telescópio Hubble; no entanto, o polo sul tem um vórtice assim como o polo norte tem um no interior do hexágono. Várias hipóteses para o padrão hexagonal de nuvens têm sido desenvolvidas.

## Descoberta
O hexágono polar de Saturno foi descoberto pela missão Voyager em 1981 e foi revisitado em 2006 pela missão Cassini da NASA.
Cassini foi apenas capaz de capturar imagens termais de infravermelho do hexágono até finalmente passar pela luz do sol em janeiro de 2009. Cassini também foi capaz de fazer um vídeo do clima hexagonal enquanto viajava na mesma velocidade que o planeta, conseguindo assim gravar somente o movimento do hexágono. Após sua descoberta, e depois que ele veio de volta para a luz do sol, astrônomos amadores conseguiram obter imagens mostrando o hexágono a partir da Terra.

## Cor

2013 e 2017: alterações de cor do hexágono

Entre 2012 e 2016, a cor do hexágono mudou de uma cor predominantemente azul para uma cor mais dourada. Uma teoria é que a luz do sol cria neblina conforme o polo é exposto à luz solar, devido à mudança de estação. Estas alterações foram observadas pela sonda Cassini.

## Explicações para a forma hexagonal

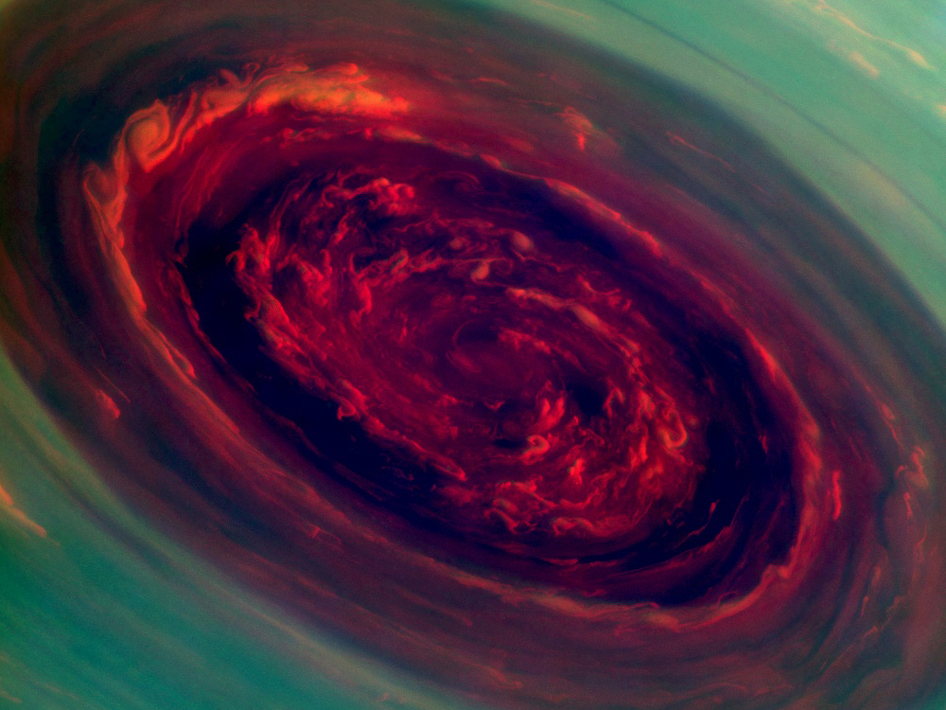
Imagem de false-color da sonda Cassini

Uma hipótese, desenvolvida na Universidade de Oxford, é que o hexágono é formado onde há um elevado gradiente latitudinal na velocidade dos ventos atmosféricos na atmosfera de Saturno. Formas regulares semelhantes foram criadas em laboratório quando um tanque de líquido circular foi girado com velocidades diferentes no seu centro e periferia. A forma mais comum foi a de seis lados, mas formas com três a oito lados também foram produzidas. As formas aparecem em áreas de fluxo turbulento entre os dois corpos de fluidos diferentes girando com diferentes velocidades. Um número estável de vórtices de tamanho semelhante se formam no lado mais lento (sul) da fronteira dos fluidos e estes interagem uns com os outros para se distribuírem uniformemente ao redor do perímetro. A presença de vórtices influencia o limite para mover para o norte onde cada um está presente e isto dá origem ao efeito poligonal. Polígonos não são formados em fronteiras de ventos a menos que os parâmetros de diferencial de velocidade e viscosidade estejam dentro de certos limites e, portanto, não estão presentes em outros locais prováveis, como o polo sul de Saturno ou os polos de Júpiter.
Outros pesquisadores afirmam que estudos laboratoriais apresentam "vortex streets", uma série de vórtices espirais não observados no hexágono de Saturno. Simulações mostram que fluxos sinuosos rasos e lentos na mesma direção, como as nuvens mais prevalecentes de Saturno são capazes de causar os comportamentos observados no hexágono de Saturno com a mesma estabilidade de perímetro.